# Instituto de Investigaciones Literarias "Gonzalo Picón Febres"
Instituto de Investigaciones Literarias "Gonzalo Picón Febres (fundada como Centro de Investigaciones Literarias, en octubre de 1965 en Mérida, Venezuela) es una institución de investigación de la Universidad de Los Andes enfocado en el área de la literatura iberoamericana. En la actualidad se encarga de realizar los programas académicos de postgrado como la Maestría en Literatura Iberoamericana y el Doctorado en Letras.